# Flor Stein
Flor Stein (Leuven, 12 juni 1942) was tot zijn pensioen een Vlaamse documentairemaker, journalist en radioregisseur bij de openbare omroep VRT. Hij is de auteur en regisseur van vele hoorspelen en radiodocumentaires bij de voormalige BRT en BRTN. Samen met dramaturg-auteur Dries Poppe tekende hij voor heel wat succesvolle luisterspelen waarmee ze deelnamen aan de competities van de Prix Italia en de Prix Europa.
Naar aanleiding van 75 jaar radio werd op Klara zijn luisterspel David en Dana, dat oorspronkelijk werd uitgezonden in december 1978, heruitgezonden zoals het werd vertolkt door Stan Milbou, Ronny Waterschoot en Chris Thomas. Een meisje uit Galway van Geraldine Aron dateert van 1984; hij nam het stuk van 45 minuten op met Hilde Sacré en Anton Cogen. Een ander spel dat hij regisseerde was De andere en ik van Günter Eich met onder meer de stem van Denise De Weerdt. Dit hoorspel met een duur van 80 minuten werd oorspronkelijk uitgezonden in 1987.
Tot zijn radiodocumentaires behoorden onder meer El Camino uit 1994, waarin hij een veertigjarige man volgde op diens pelgrimstocht naar Santiago de Compostella.

## Hoorspelen (selectie)
- De aureool, BRT, 1970
- Christine, BRT, ca. 1970
- David en Dana, 1978
- Een meisje uit Galway, 1984
- De dame met de honden, 1985
- Plotseling, BRT, 1986
- Jouw sporen in de sneeuw, KRO, 1986
- Rustig genot, BRT, 1987
- De drakendoder, BRT, 1987
- Een stille september, BRT, 1987
- De andere en ik, BRT, 1987
- Het vuur van Prometheus, BRT, 1990
- Concertreizen, BRT, 1991
- De Mensaap, BRTN, 1993
- Grasland, NPS, 1996